# En haut des marches
Pour plus de détails, voir Fiche technique et Distribution.
En haut des marches est un film français de Paul Vecchiali, sorti en 1983.

## Synopsis
1963 : Françoise Canavaggia est de retour à Toulon après bien des années d'exil. Veuve d'un ancien pétainiste, elle revient pour se venger de ceux qui ont dénoncé son époux. Au hasard de ses déambulations, elle se remémore le passé : 1931, l'arrivée du couple à Toulon; la guerre; la Libération. Au gré des rencontres, des souvenirs, des fantasmes, ce sont cinquante ans d'histoire qui ressurgissent.

## Analyse de Paul Vecchiali
« J’ai essayé, avec En haut des marches, de faire le portrait d’une femme détruite par la guerre et qui tente de renaître de ses cendres. Quand j’étais enfant, j’étais frappé par les contradictions apparentes que je décelais chez ma mère : faiblesse physique mais énergie considérable… Autant de goût pour la rêverie que pour le travail… Courage imperturbable devant l’adversité et peur de tout… Frivole et concrète. Extrêmement sévère pour son entourage, elle était intransigeante pour elle-même. Ce qui ne l’empêchait pas de distribuer du plaisir et du bonheur autour d’elle. Le film, je le souhaite un hommage à ma mère et, plus généralement, à l’obstination de tous ceux qui ont organisé pendant la guerre, face aux écroulements du monde, l’âpre résistance du jour le jour, en veillant farouchement à la survivance matérielle et spirituelle des enfants. Je ne cherche pas à dégager de ce cas particulier une morale politique. Mais il est salutaire de s’interroger sur le hiatus qui se produit à certaines époques entre la vie quotidienne des êtres et leur place dans la société, du moins celle que l’histoire, pour donner un sens et une logique à son déroulement, leur assigne après coup. Ce film se propose de mettre en lumière – à travers un trajet exemplaire et tout à fait subjectif – les paradoxes d’un personnage qui a développé pour son propre compte des vertus de travail et de dévouement coïncidant avec la devise du jour : Travail - Famille - Patrie et qui, des années plus tard, se confronte à d’autres mémoires. »

## Fiche technique
- Titre : En haut des marches
- Réalisation : Paul Vecchiali, assisté de Didier Albert
- Scénario et montage : Paul Vecchiali
- Dialogues : Michel Delahaye, Cécile Clairval, Françoise Lebrun et Gérard Frot-Coutaz
- Production : Diagonale
- Photographie : Georges Strouvé
- Montage : Franck Mathieu, Charles Tible et Paul Vecchiali
- Son : Jean-François Chevalier
- Décors : Bénédict Beaugé
- Costumes : Nathalie Cercuel
- Musique : Roland Vincent
- Pays de production :  France
- Langue : français
- Format : Couleur
- Genre : drame
- Durée : 92 minutes
- Dates de sortie : 
  - Canada : 16 septembre 1983 (Festival du film de Toronto)
  - France : 12 octobre 1983
  - États-Unis : 11 novembre 1983 (Festival International de cinéma à Chicago)

## Distribution
- Danielle Darrieux : Françoise Canavaggia
- Hélène Surgère : Suzanne
- Françoise Lebrun : Michèle
- Micheline Presle : Mathilde
- Nicolas Silberg : le commissaire
- Sonia Saviange : Catherine
- Denise Farchy : Madame Altiani
- Max Naldini : Charles
- Gisèle Pascal : Rose
- Michel Delahaye : le Nantais
- Myriam Mézières : Gisèle
- Jean-Claude Guiguet : Pierre-Henri
- Mireille Audibert
- Bénédict Beaugé
- Jean-Christophe Bouvet
- Paulette Bouvet
- Béatrice Bruno
- Christian Cloarec
- Danielle Gain
- Jacques Gibert
- Christine Laurent
- Floriana Maudente
- Charles Level
- Marie-Geneviève Ripeau
- Gilberte Rivet
- Eva Simonet
- Charles Tible
- Bernard Mugarra
- Michel Raskine